# Live Aid

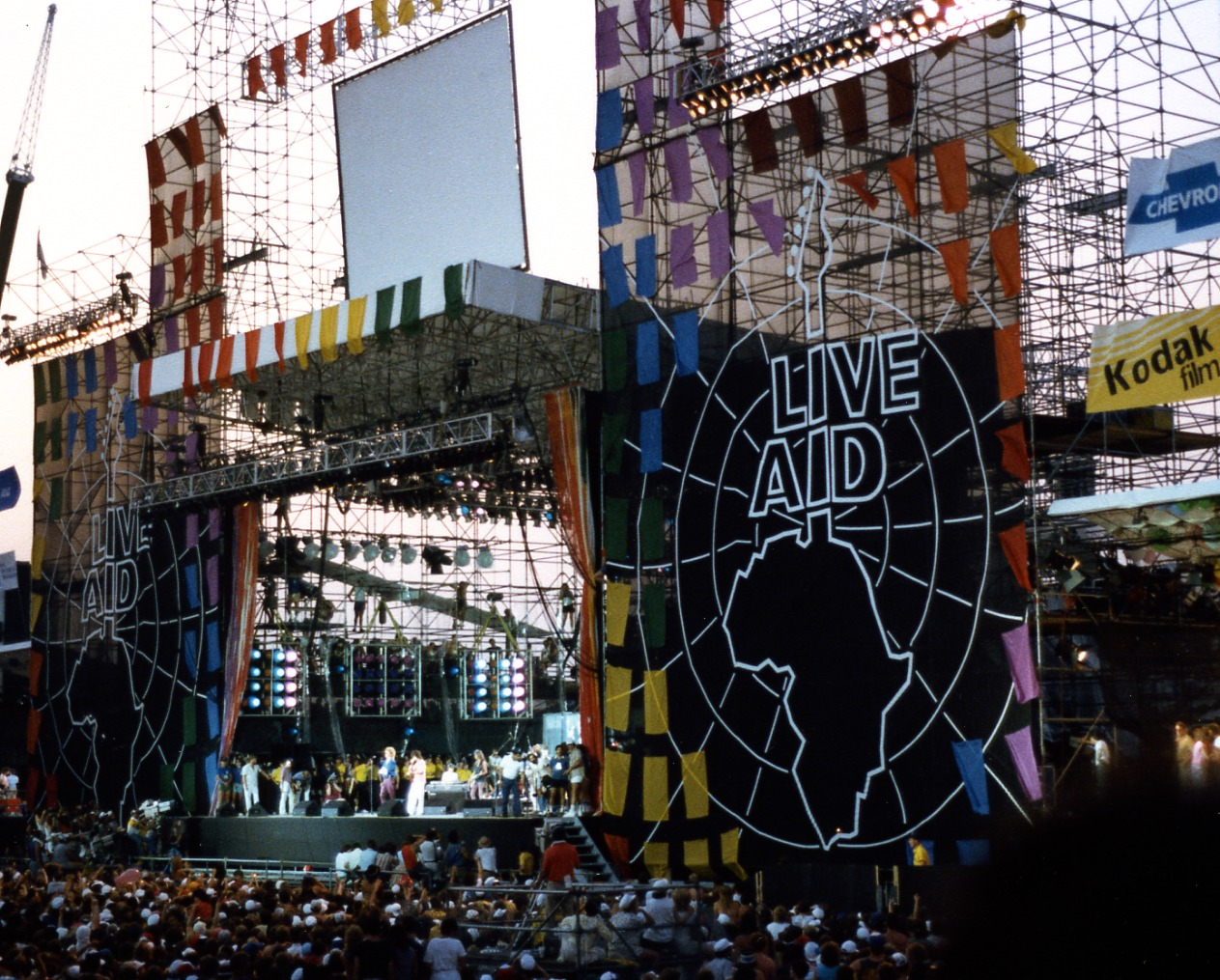
Live Aid Philadelphia

Live Aid a fost concert rock caritabil care a avut loc pe data de 13 iulie, 1985. Evenimentul a fost organizat de către Bob Geldof și Midge Ure în vederea strângerii de fonduri pentru combaterea foametei din Etiopia, condusa pe atunci de dictatorul comunist Mengistu Haile Mariam. Fiind numit un "tonomat mondial", principalele locații au fost stadionul Wembley din Londra (la care au asistat 72.000 de persoane) și stadionul JFK din Philadelphia (la care au asistat 90.000 de persoane), cu câteva spectacole susținute și în alte locuri, cum ar fi Moscova și Sydney. A fost evenimentul TV cu cel mai mare număr de spectatori din istorie: un număr de aproximativ 1.5 miliarde de persoane din 100 de țări au vizionat transmisia în direct.

## Origini
Concertul a fost considerat ca o continuare a unui alt proiect Geldof/Ure, melodia caritabilă de succes Do They Know It's Christmas?, interpretată de un grup format din artiști britanici și irlandezi numit Band Aid, lansat iarna precedentă.
Concertul a avut o importanță și mai mare deoarece mai multe trupe au fost adăugate pe ambele maluri ale Atlanticului. Fiind un concert caritabil, a depășit așteptările: la o emisiune TV din 2001, unul din organizatori a spus ca deși inițial speranța era să se strângă un milion de lire sterline, suma finală a fost de 150 de milioane de lire sterline (aproximativ 283,6 milioane de dolari). În recunoștință pentru Live Aid, Bob Geldof avea să primească titlul de cavaler.

## Un efort dublu
Concertul a început la ora 12:00 (07:00 în Philadelphia) pe stadionul Wembley, Anglia. A continuat pe stadionul JFK la ora 13:51 (8:51 în Philadelphia). Spectacolele de pe Wembley s-au încheiat la ora 22:00 (17:00 la Philadelphia). Spectacolele de pe JFK și întreg concertul s-a încheiat la ora 04:05 (11:05 la Philadelphia). Astfel, concertul a durat 16 ore dar, dat fiind faptul că s-a dat legătură și pe Wembley și pe JFK, concertul a durat mult mai mult.
Niciun alt concert nu a adus împreună așa mulți interpreți cunoscuți din prezent și trecut. Totuși, unii artiști care au fost anunțați să cânte nu au mai apărut, inclusiv Tears for Fears, Julian Lennon, Cat Stevens. Stevens a compus o melodie pentru Live Aid pe care nu mai avea să o interpreteze. Dacă ar fi cântat la Live Aid, ar fi fost prima sa apariție în public după convertirea sa la islamism și schimbarea numelui său în Yusuf Islam. De asemenea, concertul trebuia să însemne și reunirea trupei Deep Purple, dar nu au mai apărut deoarece chitaristul Ritchie Blackmore a refuzat să apară la concert.
A fost și o intenție originală a lui Mick Jagger (The Rolling Stones) să cânte un duet intercontinental de pe JFK cu David Bowie în Londra, dar problemele sincronizării au făcut acest lucru imposibil. În schimb, Jagger și Bowie au creat un videoclip pentru melodia pe care trebuiau să o interpreteze, o interpetare a piesei Dancing in the Street. Jagger a cântat în direct cu Tina Turner la Philadelphia.
Fiecare din cele două porțiuni ale concertului s-au încheiat cu imnul lor continental anti-foamete, cu piesa lui Band Aid, Do They Know It's Christmas? pe Wembley și piesa We Are The World a grupului USA for Africa pe JFK.
După încheierea concertului, multe CD-uri și casete video neoficiale au circulat în lumea întreagă iar o carte oficială a fost publicată de către Bob Geldof în colaborare cu fotograful Denis O'Regan. Inițial, concertul nu se dorea a fi lansat comercial, dar în noiembrie 2004, Warner Music Group a lansat o ediție pe patru DVD-uri a concertului.

## Transmisiile
Concertul a fost cea mai ambițioasă transmisie TV prin satelit care a fost realizata pana atunci.
În Europa, transmisia a fost asigurată de către BBC, a cărei transmisie a fost începută de către Richard Skinner și Andy Kershaw, și a inclus numeroase interviuri și discuții în pauzele dintre spectacole. Sunetul transmisiei TV a lui BBC a fost mono, dar postul de radio BBC Radio 1 a transmis concertul cu sunet stereo.
ABC a fost responsabil cu transmisia evenimentului în Statele Unite ale Americii (deși ABC au transmis doar ultimele trei ore ale concertului de la Philadelphia), în timp ce restul spectacolului a fost transmis de către Orbis Communications, care a realizat transmisia în numele lui ABC. Pentru utilizatorii de servicii TV prin cablu, evenimentul a fost transmis de către MTV cu sunet stereo, ceea ce a fost un lucru măreț, deoarece în 1985 foarte puține televizoare erau dotate cu sunet stereo.
Într-un anumit moment al concertului, Billy Connoly a anunțat că tocmai a fost informat de faptul că evenimentul era vizionat de 95% din televiziunile lumii.

## Momente memorabile pe stadionul Wembley
Status Quo au deschis concertul cu piesa Rockin' All Over The World.
Queen, deschizând numărul lor prin Bohemian Rhapsody, a reușit prin Freddie Mercury să facă tot stadionul să bată din palme și să cânte la melodiile Radio Ga Ga, We Will Rock You și We Are The Champions. Acest lucru, dublat cu dansul lui Freddie în fața camerei în timpul melodiei Hammer to Fall, a dus la votarea trupei Queen ca realizând cel mai bun concert live din istorie.